# 가디언 (1990년 영화)
《가디언》(영어: The Guardian)은 미국에서 제작된 윌리엄 프리드킨 감독의 1990년 초자연 공포 영화이다. 제니 시그로브 등이 출연하였고, 조 위잰 등이 제작에 참여하였다.
원래는 샘 레이미가 이 프로젝트를 담당하기로 하였으나 《다크맨》(1990)을 연출하게 되면서 취소되었다. 1973년 영화 《엑소시스트》 이후 첫 공포 영화 연출 시도라는 점에 초점이 맞춰져 상당한 홍보가 이루어진 이 영화는 제작이 난관에 부딪쳤으며 대본 변경이 계속되다가 영화 촬영에 들어갔다.
이 영화는 북미에서 1990년 4월 27일에 개봉되었으며 좋지 않은 대중 반응을 얻었고 로저 이버트는 자신이 가장 싫어하는 영화 목록에 이 영화를 올리게 되었다.

## 줄거리
로스앤젤레스에 사는 필과 케이트 스털링 부부는 보모 알선 업체 가디언 에인절(Guardian Angel)을 통해 신생아 아들 제이크의 보모를 구한다. 아기들을 인신 공양해 나무의 생명력을 유지하는 나무의 정령이 본인을 커밀라로 소개하며 보모로 들어온다. 커밀라는 제이크에게 올빼미 인형 파이왜킷(Pyewacket), 개구리 인형 홀트(Holt), 토끼 인형 자마라(Jarmara)를 준다.
대낮에 바이커 갱 셋이 나타나 추행하자 커밀라는 인근 숲의 옹이가 많은 한 큰 나무로 도망쳐 나무 밑 구멍에 숨고, 나무는 가지를 움직여 바이커들을 후려치고 몸을 칭칭 감고 압박해 죽인다. 스털링 부부의 친구 네드는 커밀라에게 반해 밤에 꽃을 주려고 찾아왔다가 몸에 수액을 뿌리고 있는 알몸의 커밀라와 커밀라를 어루만지고 있는 나무를 목격한다. 급히 집으로 돌아간 네드 앞에 커밀라가 나타나고, 늑대 떼가 네드를 잡아먹는다.
필은 과거에 가디언 에인절을 통해 커밀라를 고용했다가 아기가 실종됐다는 다른 피해자를 만나 경고를 받고, 이를 증거하듯 제이크의 상태가 급격히 나빠진다. 커밀라는 병원에까지 나타나 제이크를 납치하려 들고, 도망치는 필 앞에서 공중 부양을 하며 정체를 드러낸다. 케이트는 지프로 커밀라를 커밀라의 나무에 박고, 필은 나무껍질에 수많은 아기들의 얼굴이 튀어나와있는 걸 발견한다.
스털링 부부는 경찰서를 찾아가 커밀라를 죽였다고 신고하지만 형사는 그 어디에도 시체의 흔적이 없다고 한다. 집으로 돌아온 후 필이 전동 톱으로 커밀라의 나무를 베기 시작하자 단면에서 피가 흘러 나오고 나무는 뿌리를 연장해 필을 제압한다. 집에 남아있던 케이트 앞에 반인반목 상태의 커밀라가 찾아와 제이크를 빼앗으려 하지만, 풀려난 필이 큰 가지를 베자 커밀라의 종아리가 떨어진다. 필이 나무 몸통을 완전히 베어 넘어뜨리면서 커밀라는 폭발한다.

## 출연
- 제니 시그로브 - 커밀라 그란디에이 / 다이애나 줄리언 역
- 드와이어 브라운 - 필 스털링 역
- 케리 로웰 - 케이트 스털링 역
- 브래드 홀 - 네드 런시 역
- 미겔 퍼레어 - 랠프 헤스 역
- 너탈리아 노굴리치 - 몰리 셰리든 역
- 테리사 랜들 - 알린 러셀 역
- 잰더 버클리 - 형사 역
- 레이 라인하트 - 클라인 의사 역

## 기타 제작진
- 공동 제작: 토드 블랙, 미키 보로프스키, 댄 그린버그
- 배역: 루이스 디자이모
- 미술: 그레그 폰세이카

## 같이 보기
- 드루이드